# Технологічний режим експлуатації газових свердловин
Технологічний режим експлуатації газових свердловин (англ. operating conditions of gas well exploitation; нім. technologisches Regime n der Förderung von Gassonden) — режим, за якого підтримується певне співвідношення між дебітом свердловини і вибійним тиском або його ґрадієнтом при заданій умові відбору газу на вибої свердловини.

## Загальна характеристика
Технологічним режимом експлуатації газових свердловин називається розрахована в часі зміна дебіту, тиску, температури і складу газу на гирлі свердловини при прийнятій умові відбору газу на вибої свердловини.
Як відомо, технологічний режим експлуатації свердловин залежить від типу газового покладу (пластовий, масивний), початкового пластового тиску й температури, складу пластового газу, міцності порід газовміщуючого колектора й інших факторів. Він встановлюється за даними режимних досліджень свердловин з використанням спеціального підземного й наземного обладнання (поверхневі породоуловлювачі, вимірювачі інтенсивності корозії) та приладів (нейтронний, акустичний, густинний каротаж, шумоміри, глибинні дебітоміри, вимірювачі тиску й температури).
Основою для встановлення технологічних режимів експлуатації свердловин (проектних дебітів з урахуванням обмежувальних факторів і вимог правил охорони надр і техніки безпеки) є результати гідродинамічних досліджень свердловин на стаціонарних і нестаціонарних режимах припливу в них флюїду.
Розрізняються два види технологічного режиму: фактичний і розрахунковий.
Фактичний технологічний режим роботи свердловини встановлюється геологічною службою промислу щоквартально або один раз на півроку відповідно до даних проекту розробки, досвіду експлуатації і результатів дослідження свердловин.
Розрахунковий технологічний режим встановлюється при складанні проектів розробки газових родовищ на багато років вперед.

## Обґрунтування технологічного режиму експлуатації газових і газоконденсатних свердловин
Існують три тенденції в обґрунтуванні технологічного режиму експлуатації газових і газоконденсатних свердловин:
- 1. Незалежно від геологічних особливостей родовищ режим роботи свердловини повинен відповідати 10 — 25 % абсолютно вільного дебіту свердловини, тобто дебіту, відповідному вибійному тиску 1 атм.[1]
- 2. Незалежно від геологічних особливостей родовища свердловина повинна експлуатуватися при дебітах, які забезпечують лінійний закон фільтрації газу у привибійній зоні, з метою економії енергії газу у процесі розробки («енергозберігаючий» дебіт).
- 3. Режим експлуатації кожної свердловини повинен ґрунтуватися з урахуванням можливості деформації, руйнування привибійної зони, утворення піщано-рідинної пробки на вибої, конуса підошовної води (нафти при наявності облямівки), гідратів, корозії обладнання, випадання і часткового виносу конденсату із привибійної зони, багатошаровості й неоднорідності за стійкістю, ємнісних і фільтраційних параметрів покладу, конструкції свердловинного обладнання, обводнення, відкладення солей, обв'язки свердловин тощо.

Перший і другий підходи обґрунтування режиму роботи газових свердловин прийняті в США.
Серед різних факторів, що впливають на режим роботи газових свердловин, найбільш важкими вважаються наукове обґрунтування і точний прогноз безводного дебіту газових свердловин, що розкрили неоднорідні теригенні і тріщинно-пористі пласти з підошовної водою, а також дебіту свердловин, що розкрили нестійкі і слабкостійкі пласти, з обґрунтованою кількістю піску в продукції свердловини.
Для встановлення найбільш обґрунтованого технологічного режиму роботи свердловин необхідно врахувати:
– географічні та метеорологічні умови району розташування родовища, наявність шару багаторічної мерзлоти, форму, тип, розмір і режим покладу; ємнісні і фільтраційні параметри пластів, глибину і послідовність їх залягання, наявність гідродинамічного зв'язку між пропластками; запаси газу, конденсату та нафти (при наявності нафтової облямівки), наявність і активність підошовної і контурних вод;
– умови розкриття пласта в процесі буріння, властивості промивальної рідини, ступінь забруднення привибійної зони промивною рідиною;
стійкість пласта до руйнування, вплив зміни тиску на параметри пласта, водогазонафтонасиченість пластів, їх тиски і температури;
досконалість свердловин за ступенем і характером розкриття пласта;
– склад газу, конденсату, нафти (при наявності облямівки) і води, наявність у складі газу корозійно-активних компонентів — H2S, СО2, ртуті тощо; наявність окремих прошарків і характер їх зміни за товщиною і за площею, наявність органічних кислот в пластовій воді; вологовміст газу, фізико-хімічні властивості газу, конденсату, води і нафти і їх зміна за площею і за розрізом;
– конструкцію свердловин, обладнання вибою і гирла свердловини; схему збору, очищення і осушення газу на промислі та умови очищення, осушення і транспортування газу; характеристики застосовуваного свердловинного і промислового устаткування;
– умови споживання газу за темпом відбору, нерівномірність споживання, теплотворну здатність газу.
Нерідко вплив одного фактора суперечить іншому, що не дозволяє врахувати всю сукупність факторів. Тому для встановлення технологічного режиму експлуатації газових свердловин з урахуванням усих факторів повинні бути обґрунтовані і рекомендовані відповідні принципи і математичні критерії. Такі принципи і критерії можуть бути реалізовані шляхом узагальнення за групами різних факторів. Причому, використовуючи накопичений досвід встановлення технологічного режиму експлуатації газових свердловин, завчасно можна виключити частину факторів, пов'язаних з умовами розкриття, властивостями промивальної рідини, досконалістю свердловини, утворенням пробок, технікою і технологією збору, осушення і очищення газу тощо. Тоді до основних факторів, що впливають на технологічний режим експлуатації газових і газоконденсатних свердловин, можна віднести наступні:
– деформацію і стійкість до руйнування продуктивного розрізу;
– наявність активної підошовної або контурної води, здатної по надпроникних пропластках порівняно швидко обводнити свердловини, що розкрили газоносну товщину, включаючи надпроникний про-пласток;
– умови розкриття пласта, ступінь і характер розкриття з урахуванням близькості контактів газ–нафта або газ–вода;
– можливість утворення рідинних або піщано-рідинних пробок у процесі експлуатації;
– наявність корозійно-активних компонентів у складі газу, що видобувається й пластової води, концентрацію цих компонентів, тиск, температуру й швидкість потоку по стовбуру свердловини;
– багатопластовість, відмінність складів газів, тисків і темпера-тур окремих прошарків, наявність або відсутність гідродинамічного зв'язку між ними і послідовність їх залягання, однаковість рівня газоводяних контактів, неоднорідність розрізу за міцнісними і фільтраційними ознаками.
У міру виснаження покладу, просування підошовної й контурної води, зниження дебіту газу у часі, зменшення пластового й вибійного тисків настає час, коли встановлений режим не забезпечується, й тоді необхідно змінити обраний технологічний режим експлуатації. Встановлюємий новий технологічний режим експлуатації також обґрунтовується, як і на початку розробки родовища.
Незалежно від розробки при встановленні оптимальних техно-логічних режимів експлуатації необхідно дотримуватися наступних принципів:
– повністю враховувати геолого-промислову характеристику покладу; повністю враховувати технологічну і технічну характеристики свердловинного і наземного обладнання;
– раціонально використовувати природну енергію газоносного, нафтоносного (при наявності нафтової облямівки) пластів і водонапірної системи;
– повністю задовольняти вимоги закону про охорону навколишнього середовища та раціональне використання природних ресурсів;
– максимально гарантувати надійність роботи у встановлені те-рміни всього комплексу системи «пласт — початок газопроводу»;
– забезпечувати найбільшу продуктивність газових свердловин в передбачений планом період розробки покладу;
– максимально враховувати можливість зняття обмежень, що знижують дебіти свердловин, і передбачати заходи по інтенсифікації видобутку газу;
– своєчасно змінювати раніше встановлені, але непридатні на даному етапі розробки технологічні режими експлуатації свердловин на нові режими;
– забезпечувати передбачений планом видобуток газу при міні-мальних капітальних вкладеннях і експлуатаційних витратах.
При повному і безумовному дотриманні перерахованих вище принципів встановлення технологічного режиму експлуатації буде досягнута раціональна розробка газових і газоконденсатних родовищ.

## Зміна технологічного режиму експлуатації свердловин у процесі розробки
Технологічний режим експлуатації газових і газоконденсатних свердловин з урахуванням визначального фактора або поєднання факторів змінюється в процесі розробки родовищ. Зміни технологічного режиму обумовлені або зміною самого визначального фактора, за яким встановлювався даний режим, або виникненням нових факторів, які на даному етапі розробки з так званих пасивних факторів переходять в активні. Необхідність зміни встановленого технологічного режиму обумовлена зміною характеристик пласта і свердловин у процесі розробки, проведенням певних заходів, що дозволяють збільшити продуктивність свердловин, або ремонтно-профілактичних робіт, нерідко призводять до зниження продуктивності.
У процесі експлуатації родовища необхідність зміни технологі-чного режиму виникає за наступних обставин.
- I. Визначальним фактором при встановленні технологічного режиму є підошовна вода. В цьому випадку допустима гранична депресія на пласт для заданої величини розкриття пласта буде змінною величиною. Зі зміною густини води й газу, а також пластового тиску величина допустимої депресії лінійно зменшується зі зменшенням пластового тиску. Отже, за наявності підошовної води величина допустимої депресії повинна періодично знижуватись відповідно до зниження пластового тиску. Інакше встановлена на початку розробки величина допустимої депресії на пласт призводить до неминучого підтягування конуса води у свердловину. Якщо технологічний режим визначається на тривалий час лише по підошовній воді, то при цьому необхідно врахувати підйом поверхні газоводяного контакту. Це, в свою чергу, призведе до більш інтенсивного зниження продуктивності свердловини.
- II. Визначальним фактором при встановленні технологічного режиму є близькість контурних вод. У цьому випадку критерієм ви-бору режиму можуть слугувати кілька параметрів, серед яких на перше місце виходить сумарний відбір газу з родовища до прориву води у свердловину. Принципово просування контурних вод до свердловини пов'язано з двома показниками: загальним виснаженням родовища незалежно від розташування свердловин, зокрема розглянутої свердловини, в результаті якого відбувається впровадження в газовий поклад контурної води; створенням значної депресивної воронки, що впливає на темп впровадження води в зону дренажу даної свердловини так, що він значно випереджає темп впровадження від загального виснаження газоносного пласта. При порівняно високих темпах відбору газу з родовища, що особливо характерно для родовищ з малими запасами, як правило, темп впровадження контурних вод дещо відстає від темпу відбору газу. Отже, для порівняно однорідного пласта (або декількох пластів) у свердловинах, розташованих в зонах, які не становлять небезпеки прориву контурних вод, є доцільним забезпечення максимального дебіту при встановленні технологічного режиму (якщо інші фактори не обмежують його величини). У той же час у свердловинах, розташованих близько до контурної води, обмеження депресії з метою запобігання передчасного прориву води є необхідною умовою. Величина депресії в приконтурних свердловинах у кож-ному конкретному родовищі і в кожній конкретній свердловині вибирається розрахунковим шляхом виходячи з відстані від гирла свердловини до контакту газ‒вода, колекторських властивостей пласта, їх зміни від свердловини до контуру, пластового тиску та інших геолого-промислових параметрів. При наявності декількох неоднорідних пластів ці розрахунки проводяться по найбільш небезпечному з точки зору швидкого прориву контурної води пласту.

Можливі зміни технологічного режиму експлуатації свердловин, коли визначальним чинником є можливість прориву контурної води, пов'язані з її просуванням у процесі виснаження, необхідністю ремонтно-профілактичних робіт на свердловині, зміною гирлового тиску, утворенням гідратів при незначних дебітах тощо.
- III. Основний фактор при встановленні технологічного режиму ‒ стійкість породи до руйнування. При цьому критерії технологічного режиму експлуатації свердловин встановлюються в вигляді постійного градієнта, і його зміна протягом усього періоду розробки не допускається. Тобто, якщо свердловина розкриває колектор з низькою стійкістю порід до руйнування, то в процесі розробки потрібно підтримувати депресію постійною до тих пір, поки не будуть проведені певні заходи щодо запобігання руйнування пласта. Величина допустимого градієнта для газоносних пластів з низькою стійкістю до руйнування встановлюється на свердловинах розглянутого родовища в період дослідно-промислової експлуатації. При перевірці правильності обраної величини градієнта не допускається використання даних, які базу-ються на результатах короткочасного випробування свердловин. Зміна технологічного режиму експлуатації свердловин, встановленого виходячи з руйнування пласта при перевищенні допустимої величини градієнта, може відбуватися при зміцненні привибійної зони спеціальними смолами, впровадженні одночасно-роздільної експлуатації в разі багатопластовості, застосуванні механічних або гравійних фільтрів, проведенні ремонтно-профілактичних робіт свердловинного або гирлового обладнання тощо.
- IV. Основними факторами при встановленні технологічного ре-жиму є розкриття пласта і гідродинамічна недосконалість свердловини за ступенем і характером розкриття пласта. Якщо ступінь і характер розкриття не обумовлені жорстко при розкритті пласта будь-якими промивальним рідинами, то технологічний режим встановлюється по мірі проведення перфорації на перфорованій частині фільтру і ущільнення перфорації до її оптимальної величини.

З метою підвищення продуктивності свердловин в ряді випадків допускається відкритий необсажений вибій або спуск механічних фільтрів. Зміна технологічного режиму, пов'язана з розкриттям, необхідна також при системі експлуатації зверху вниз або, навпаки, на багатопластових покладах.
- V. Основний фактор при встановленні технологічного режиму ‒ наявність у складі газу корозійно-активних компонентів. Необхідність зміни технологічного режиму виникає починаючи з моменту, коли подальше збільшення діаметра насосно-компресорних труб не можливе. При цьому швидкість потоку газу не повинна перевищувати наближено певну величину в будь-якому перетині стовбура свердловини. Якщо в процесі експлуатації свердловини навіть у початковий період розробки проводиться закачування антикорозійного інгібітору, то зміна технологічного режиму експлуатації також стає необхідністю. Технологічний режим експлуатації свердловини при визначальному факторі, пов'язаний з корозійно-активними компонентами в газі, також підлягає зміні (крім випадків правильного вибору діаметра насосно-компресорних труб до їх максимально можливої величини і закачування інгібітору проти корозії), якщо необхідно підтримати певний вибійний тиск і збільшення кількості вологи в газі призводить до більш інтенсивної корозії устаткування.
- VI. Зміну технологічного режиму експлуатації свердловин обу-мовлено зміною коефіцієнтів фільтраційних опорів, тобто параметрів пласта в привибійній зоні в результаті її очищення або забруднення в процесі розробки. Ці зміни визначаються періодичними дослідженнями, що проводяться в свердловинах. Якщо, залежно від властивостей пласта й флюїду, періодичність і характер зміни їх параметрів у привибійній зоні носять закономірний характер, то при проектуванні розробки повинен бути рекомендований такий технологічний режим, який у середньому забезпечував би для заданого числа свердловин плановий відбір газу з родовища. На практиці часто зміна встановленого технологічного режиму відбувається в свердловинах, які виносять значну кількість рідких компонентів і твердих домішок при заданій конструкції свердловини.
- VII. Зміна технологічного режиму експлуатації свердловини пов'язана з багатопластовістю. Ці зміни обумовлені ступенем виснаження окремих пластів у процесі розробки, застосуванням системи одночасно-роздільної експлуатації свердловин, зміною схеми збору, очищення і осушення газу на промислі, необхідністю проведення ізоляційних робіт на одному з пластів тощо.
- VIII. Технологічний режим встановлювався виходячи із впливу температури на продуктивність свердловин. У цьому випадку обраний технологічний режим, що забезпечує безгідратний режим експлуатації свердловини, повинен бути змінений, якщо:
  - 1. проводиться інгібування продукції свердловини в стовбурі, тобто додаткові втрати тиску у пласті й стовбурі свердловини внаслідок подачі інгібітору не виключають можливість утворення гідратів;
  - 2. система осушення газу не забезпечує необхідну температуру сепарації незалежно від температури газу, що поступає із свердловини;
  - 3. у результаті, порівняно, тривалої експлуатації свердловини (особливо в північних районах) відбувся перерозподіл температури газу у середовищі, що оточує стовбур свердловини;
  - 4. проводиться спуск вибійних нагрівачів або теплоізоляційних ліфтових труб, що дає підстави змінити технологічний режим експлуатації свердловини, обумовлений певною величиною розподілу температури в привибійній зоні пласта, стовбурі й на гирлі свердловини.
- IX. Зміна технологічного режиму роботи свердловини обумов-лена накопиченням і виносом стовпа рідини або піщаної пробки на вибої свердловини. У тому випадку, коли подальші зміни в конструкції насосно-компресорних труб виключені й конденсаційна пластова вода чи важкі компоненти вуглеводнів, що надходять із пласта, які переходять у рідкий стан у привибійній зоні й стовбурі свердловин, повністю не виносяться, процес накопичення рідинного стовпа вимагає зміни технологічного режиму шляхом закачування в стовбур свердловини ПАР або відповідних змін продуктивності свердловин. Аналогічна зміна має бути здійснена при накопиченні піщано-рідинної пробки на вибої свердловини, яка призводить до ізоляції частини працюючого інтервалу. Якщо утворилася рідинна або піщана пробка, то в процесі їх видалення зміною глибини спуску й діаметра насосно-компресорних труб або застосуванням механічних засобів з видалення пробки встановлення нового технологічного режиму є необхідністю.
- X. Зміна технологічного режиму експлуатації обумовлена необхідністю підтримання певної величини гирлового тиску або його зміною. Визначальна величина тиску на гирлі свердловин, на вході промислового пункту осушення й очищення газу або промислового газозбірного колектора встановлюється виходячи із величини дебіту свердловини, параметрів (довжина, діаметр і т. ін.) шлейфів, тиску сепарації, тиску на вході в компресорну станцію й тиску на початку газопроводу. За відомою заданою величиною тиску у одному із перерахованих вузлів здійснюються розрахунки для визначення технологічного режиму експлуатації свердловин з урахуванням різних втрат тиску від названого вузла до пласта.

Таким чином, технологічний режим експлуатації за деякими визначальними факторами принципово є змінною величиною, але недотримання встановленого технологічного режиму і його зміни в процесі розробки працівниками промислів призводять до передчасного виходу свердловин з ладу й буріння додаткових свердловин.

## Найбільш часто використовувані режими експлуатації газових свердловин
Найбільш часто при проектуванні розробки газових і газоконденсатних родовищ використовуються режими постійного градієнта, постійної депресії або дебіту, а також постійного вибійного тиску. Причому, як правило, встановлений на початковій стадії технологічний режим, наприклад постійної депресії або дебіту, у період зменшення видобутку, замінюється режимом постійного гирлового тиску в частині свердловин, гирлові тиски яких відрізняються від тиску основного експлуатаційного фонду. Надалі, з моменту введення компресорної станції, ці свердловини нерідко переводяться знову на режим падаючого гирлового тиску. Збільшення за останні роки числа газових і газоконденсатних родовищ, які переходять на останній етап розробки, але ще здатних забезпечити значну кількості видобутого газу, відбувається через відсутність правильно встановленого технологічного режиму експлуатації свердловин і конкретних рекомендацій із даного питання в проектах і аналізах розробки родовищ. Істотне зниження пластового тиску, продуктивності свердловин, збільшення кількості вологи в газі, низька швидкість потоку газу в стовбурі свердловини й інші фактори вимагають попередньої оцінки й видачі конкретних рекомендацій з режиму експлуатації свердловин на пізній стадії розробки родовищ з урахуванням можливого застосування плунжерних ліфтів, застосування ПАР тощо для більш надійної оцінки видобувної можливості кожної свердловини або групи свердловин і родовища в цілому.
Час переходу від одного технологічного режиму до іншого в основному залежить від фактора або поєднання факторів, за якими встановлювався даний технологічний режим, від стадії розробки покладу та умов збору й транспорту газу. Причому перша частина цього питання, тобто вибір технологічного режиму залежно від того чи іншого чинника, що є визначальним для даного родовища, вирішується проектними організаціями на базі наявних геолого-промислових даних. Вимоги зміни режиму в часі, залежно від стадії розробки, диктуються темпом освоєння родовища, що розглядається, потребою в газі щонайменше в даному районі, тобто річними відборами, тривалістю наростаючого, постійного й падаючого видобутку. Крім того, час зміни технологічного режиму пов'язаний з умовами збору, тобто з переходом від однієї системи осушення до іншої, та з початковими параметрами газопроводу, збереження яких регламентується досить жорстко.